# Amursk
Amursk (russisk: Аму́рск, tr. Amúrsk) er en by i Khabarovsk kraj i Rusland. Den ligger på den venstre bred af floden Amur, omkring 60 km nordøst for Khabarovsk og 60 km syd for Komsomolsk-na-Amure. Byen har 37.501 (2024) indbyggere.
Amursk blev grundlagt i 1958 og fik bystatus i 1973.